# Бакман Аркадій Давидович
Арка́дій Дави́дович Ба́кман (нар. 16 листопада 1905, Одеса — пом. 23 травня 1969, Одеса) — український боксер і тренер з боксу, майстер спорту СРСР, заслужений тренер УРСР.

## Життєпис
Аркадій Бакман народився в Одесі 16 листопада 1905 року. Боксом займався з 22-річного віку до останніх днів життя.
1933 року завоював звання чемпіона України і посів 3-е місце на другому чемпіонаті СРСР у Мінську у ваговій категорії 51 кг.
Був першим капітаном збірної Української РСР з боксу, яка на чемпіонаті СРСР здобула бронзові медалі в командному заліку.
1934 року його призначили старшим тренером «Одеської міської школи боксу». Він стає провідним боксером Одеси, бере участь в численних змаганнях і водночас працює тренером. 1939 року на першості СРСР по другій групі міст посідає 1-е місце у вазі 51 кг. Він перший з одеських боксерів здобуває звання майстра спорту СРСР з боксу.
1941—1945 років Аркадій Давидович — учасник Другої світової війни. Після війни повертається до рідної Одеси і продовжує займатись улюбленою справою. Працює тренером в спортивних товариствах «Харчовик» й «Авангард». 1946 року стає бронзовим призером ВЦРПС (малої першості СРСР) в напівлегкій вазі (57 кг).
1947 року Бакман проводить свій останній, 175-й, поєдинок і в красивому технічному бою перемагає Боба Цимбу.
Аркадій Давидович виховав цілу плеяду боксерів. Найбільш відомі з них — Олександр Юшин, Володимир Бондаренко, Роман Песін, Йосип Кац, Борис Присяжнюк, Володимир Зубенко, Олександр Каретний, Олександр Байрачний, Микола Брага.
Аркадій Бакман пішов з життя 23 травня 1969 року. Поруч з його пам'ятником в 2001 році було встановлено стелу на честь уславлених тренерів і боксерів Одеси.

## Родина
Дружина — Іда Борисівна Райва. Донька Світлана (1947—2016) останні 16 років життя мужньо боролась за збереження Будинку-музею Аркадія Бакмана і меморіалу пам'яті одеських боксерів на території санаторію «Україна». Син — тренер з боксу, журналіст і письменник Деві Аркадьєв (нар. 1934), автор численних книг про київське «Динамо», живе в США.